# العاشرة وأربعة دقائق
10:04 هي الرواية الثانية للكاتب الأمريكي بن ليرنر.

## الوصف
تنتمي الرواية إلى أنواع الخيال الذاتي وما وراء القص. الراوي من منظور الشخص الأول وهو الكاتب يبلغ من العمر 33 عامًا ويعيش في مدينة نيويورك. روائي ناجح، تم تشخيص حالته مؤخرًا بمرض في القلب يمكن أن يكون مميتاً أو مهلكاً. الكتاب يتناول الحب والفن والمدينة والمرض وإنجاب الأطفال والكتابة.

## الاستقبال
كان الأستقبال النقدي لرواية "10:04" إيجابياً إلى حد كبير .

## الجوائز
تم تأهيل الرواية في القائمة المختصرة لجائزة فوليو 2014.